# چار چاندرا پراساد
چار چاندرا پراساد (به لاتین: Char Chandra Prasad) یک منطقهٔ مسکونی در بنگلادش است که در ناحیه بهولا واقع شده‌است.